# Afrikaanse koningsstern
De Afrikaanse koningsstern (Thalasseus albididorsalis) is een zeevogel uit de familie van de meeuwen (Laridae) en de geslachtengroep sterns (Sternini). De vogel werd in 1921 door Ernst Hartert als ondersoort beschreven. De vogel werd op grond van moleculair genetisch onderzoek dat in 2005 werd gepubliceerd, afgesplitst en tot een aparte soort gerekend.

## Verspreiding
De vogel broedt aan de kusten van West-Afrika van Mauritanië tot Guinea.

## Beschrijving
Deze stern lijkt sterk op de andere soorten uit het geslacht Thalasseus en dan vooral op de (gewone) koningsstern. Ook deze stern foerageert al duikend op vis in meestal zout water. 
Dat de koningsstern van de kusten van Amerika verschilde van die in West-Afrika, werd al vermoed door natuurbeschermers die actief waren in Gambia. Onderzoekers van onder meer de Universiteit van Aberdeen onderzochten veren en andere dierlijke resten van deze vogels in Mauretanië en Gambia. Uit dit onderzoek bleek dat de West-Afrikaanse koningssterns meer verwant zijn aan de Bengaalse stern (T. bengalensis) dan aan de sterns aan de andere kant van de Atlantische Oceaan.

## Status
De Afrikaanse koningsstern komt niet als aparte soort voor op de lijst van het IUCN, maar is daar een ondersoort van de koningsstern (T. maximus albididorsalis).